# Scraptia impressa
Scraptia impressa es una especie de coleóptero de la familia Scraptiidae.

## Distribución geográfica
Habita en África.